# さいね
さいね（11月27日 - ）は、日本のイラストレーターである。

## 概要
名前は色彩の「彩」と音色の「音」からつけたと話している。2008年からボカロ曲へのイラストの提供を始めている。
同人サークル「あすかそろまにゃーず」の一員としても活動しており、『終焉ノ栞プロジェクト』などのプロジェクトへの参加も行っている。
みきとPのボカロ曲『エンドロールに僕の名前をいれないで』『クノイチでも恋がしたい』『インタビュア』や、ゲーム『白猫プロジェクト』のCD特典のイラスト、そらるのCD『SoraRhyThm』『SoraRhyThm2』、まふまふとそらるのCD『アフターレインクエスト』『プレリズムアーチ』などのイラストも担当している。
バーチャルYouTuberの「セフィラ・スゥ」「神城くれあ」「鈴原るる」のデザインなども手掛けている。
絵師100人展10への参加も行っている。

## 作品リスト

### 挿絵・イラスト
- 終焉ノ栞（著：スズム、MF文庫J）[12]
- 絶体絶命ゲーム（著：藤ダリオ、角川つばさ文庫）[13]
- とってもカワイイ私と付き合ってよ！（著：三上こた、角川スニーカー文庫）[14]
- 少年、私の弟子になってよ。 ～最弱無能な俺、聖剣学園で最強を目指す～（著：七菜なな、電撃文庫）[15]

### 画集
- さいね Illustration Works world×world（KADOKAWA）[16]

### キャラクターデザイン
- 世界寿命と最初の七日間 ‐雨宿り街短編集（著：スズム、MF文庫J）[17]
- セフィラ・スゥ（株式会社CAM）
- 鈴原るる（にじさんじ/ANYCOLOR株式会社)
- 神城くれあ（個人勢VTuber、元御伽りざれくしょん/株式会社Candee）
- 星影ラピス（個人勢VTuber）
- わたがしうのう（みすみのはらわたチャンネル公式キャラクター）
- 忍野ちゆ（Varium/株式会社アシスト）
- 小鳥谷なの（すぺしゃりて/REALITY株式会社）
- ユノ・ミハナダ（MEWLIVE/バンダイナムコミュージックライブ）